# Oberstaufen
Oberstaufen è un comune tedesco di 7 307 abitanti, situato nel Land della Baviera, nel circondario bavaro-svevo dell'Alta Algovia.

## Geografia fisica
Il comune mercato di Oberstaufen è costituito odiernamente dalle frazioni di Aach, Steibis e Thalkirchdorf.

## Storia
In una certificazione pubblica del monastero di San Gallo, del 20 dicembre 868 d.C., viene menzionata per la prima volta la località di Stoufun.
Dal momento dei trattati di pace del 1805, di Brno e Bratislava, in poi, il paese appartiene alla Baviera.
In precedenza era una parte della Contea di Königsegg-Rothenfels, che venne scambiata dai proprietari nel 1804 con possedimenti in Ungheria.
Il 12 febbraio 1921, il comune di Staufen è stato rinominato ufficialmente Oberstaufen.
I comuni di Aach, Oberstaufen e Thalkirchhof costituivano in precedenza, insieme a Stiefenhofen, un'unità amministrativa, e furono divisi nel 1808.
Nel 1949, il medico termale Hermann Brosig introdusse la cura della salute Schroth.
Con il conferimento dell'appellativo di "luogo di cura Schroth", il 30 novembre 1959 Oberstaufen venne ufficialmente riconosciuta come l'unico centro termale Schroth della Repubblica federale tedesca.
Il 10 dicembre 1969 seguì il riconoscimento formale di Oberstaufen come luogo di cura dal clima salutare. Il suo stabilimento di cura venne progettato dall'architetto Heinz Rall.
Dal 1991 Oberstaufen ha raggiunto il livello tedesco più alto nella classificazione delle località termali, senza rivendicare l'aggiunta di "Bagni" alla sua denominazione, ma solo di Terme Schroth.
Oberstaufen è anche membro dell'ulteriore progetto comunitario tedesco-austriaco del Parco Nazionale di Nagelfluhkette.

## Accorpamenti
Il 1º luglio 1970 è stata incorporata una parte del comune di Stiefenhofen.
Il 1º gennaio 1972 ha fatto seguito la fusione con Aach in Algovia e Thalkirchdorf, a costituire così il nuovo comune di Oberstaufen.

## Sport
Come stazione sciistica, Oberstaufen ha ospitato numerose gare di Coppa del mondo di sci alpino; tra queste la prima competizione femminile, lo slalom speciale del 7 gennaio 1967 vinto da Nancy Greene.